# Episodi di Private Eyes (prima stagione)
La prima stagione della serie televisiva Private Eyes è stata trasmessa in prima visione in Canada su Global dal 26 maggio al 28 luglio 2016.
In Italia la stagione è andata in onda in prima visione satellitare su Fox Crime, canale a pagamento della piattaforma Sky, dal 23 dicembre 2016 al 20 gennaio 2017.
| n° | Titolo originale       | Titolo italiano        | Prima TV Canada | Prima TV Italia  |
| -- | ---------------------- | ---------------------- | --------------- | ---------------- |
| 1  | The Code               | Il codice              | 26 maggio 2016  | 23 dicembre 2016 |
| 2  | Mise En Place          | La vendetta è servita  | 2 giugno 2016   | 23 dicembre 2016 |
| 3  | The Money Shot         | L'ultimo miglio        | 9 giugno 2016   | 30 dicembre 2016 |
| 4  | The Devil's Playground | Il cortile del demonio | 16 giugno 2016  | 30 dicembre 2016 |
| 5  | The Six                | Messaggio di morte     | 23 giugno 2016  | 6 gennaio 2017   |
| 6  | Partners in Crime      | Complici               | 30 giugno 2016  | 6 gennaio 2017   |
| 7  | Karaoke Confidential   | L'informatore          | 7 luglio 2016   | 13 gennaio 2017  |
| 8  | I Do, I Do             | Doppia vita            | 14 luglio 2016  | 13 gennaio 2017  |
| 9  | Disappearing Act       | Il mago                | 21 luglio 2016  | 20 gennaio 2017  |
| 10 | Family Jewels          | Vecchi rancori         | 28 luglio 2016  | 20 gennaio 2017  |

## Il codice
- Titolo originale: The Code
- Diretto da: Kelly Makin
- Scritto da: Tim Kilby e Shelley Eriksen

### Trama
Matt Shade, detto "Shadow", è un ex giocatore di hockey su ghiaccio professionista che collabora con il detective privato Angie Everett per risolvere un caso di sabotaggio subito da un giovane giocatore a cui fa da manager.

## La vendetta è servita
- Titolo originale: Mise En Place
- Diretto da: Kelly Makin
- Scritto da: Alan McCullough

### Trama
Quando una vecchia amica di Shade trova il corpo di un famoso chef in casa sua, lui e Everett devono lavorare insieme evitando un altro detective per mostrare la sua innocenza e trovare l'assassino. Nel frattempo, la figlia non vedente di Shade vuole farsi un tatuaggio in braille. Matt e Angie decidono poi di lavorare insieme.

## L'ultimo miglio
- Titolo originale: The Money Shot
- Diretto da: Anne Wheeler
- Scritto da: Tara Armstrong

### Trama
Shade ed Everett sono chiamati a indagare sulla scomparsa di un cavallo da corsa. Inaspettatamente si imbattono nella madre di Angie che ha guai col suo allibratore e che ha un pessimo rapporto con la figlia. Shade nel frattempo ottiene la licenza da detective.

## Il cortile del demonio
- Titolo originale: The Devil's Playground
- Diretto da: Shawn Piller
- Scritto da: Derek Schreyer

### Trama
Quando un famoso scrittore è vittima di un incendio doloso, Shade e Everett hanno diversi sospetti tra cui la figlia dell'uomo e due stilisti gay che non sono ciò che sembrano. Nel frattempo, Shade e Jules si scontrano a causa del nuovo fidanzato della ragazza.